# Oloa Tofaeono
Oloatauamaileatua Loretta Tofaeono (sinh ngày 17 tháng 11 năm 2002), thường được gọi là Oloataua Tofaeono hoặc đơn giản là Oloa Tofaeono, là một cầu thủ bóng đá nữ Samoa thuộc Mỹ chơi ở vị trí tiền vệ cho Vaiala Tongan.

## Sự nghiệp
Tofaeono đã ra mắt quốc tế cho Samoa thuộc Mỹ vào ngày 27 tháng 8 năm 2018, vào sân thay người vào phút thứ 46 cho Elcy Lui trong trận đấu vòng loại OFC Women's Nations Cup 2018 với Vanuatu.

## Thống kê sự nghiệp

### Quốc tế
Kể từ ngày 27 tháng 8 năm 2018
| American Samoa | American Samoa | American Samoa |
| Năm            | Số trận        | Bàn thắng      |
| -------------- | -------------- | -------------- |
| 2018           | 1              | 0              |
| Tổng           | 1              | 0              |